# 2003-as Formula–1 maláj nagydíj
A maláj nagydíj volt a 2003-as Formula–1 világbajnokság második futama, amelyet 2003. március 23-án rendeztek meg a maláj Sepang International Circuiten, Sepangban.

## Időmérő edzés
| Helyezés | Versenyző             | Csapat/Motor     | Idő      | Különbség |
| -------- | --------------------- | ---------------- | -------- | --------- |
| 1        | Fernando Alonso       | Renault          | 1:37.044 | –         |
| 2        | Jarno Trulli          | Renault          | 1:37.217 | + 0.173   |
| 3        | Michael Schumacher    | Ferrari          | 1:37.393 | + 0.349   |
| 4        | David Coulthard       | McLaren-Mercedes | 1:37.454 | + 0.410   |
| 5        | Rubens Barrichello    | Ferrari          | 1:37.579 | + 0.535   |
| 6        | Nick Heidfeld         | Sauber-Petronas  | 1:37.766 | + 0.722   |
| 7        | Kimi Räikkönen        | McLaren-Mercedes | 1:37.858 | + 0.814   |
| 8        | Juan Pablo Montoya    | Williams-BMW     | 1:37.974 | + 0.930   |
| 9        | Jenson Button         | BAR-Honda        | 1:38.073 | + 1.029   |
| 10       | Olivier Panis         | Toyota           | 1:38.094 | + 1.050   |
| 11       | Cristiano da Matta    | Toyota           | 1:38.097 | + 1.053   |
| 12       | Jacques Villeneuve    | BAR-Honda        | 1:38.289 | + 1.245   |
| 13       | Heinz-Harald Frentzen | Sauber-Petronas  | 1:38.291 | + 1.247   |
| 14       | Giancarlo Fisichella  | Jordan-Ford      | 1:38.416 | + 1.372   |
| 15       | Antônio Pizzonia      | Jaguar-Cosworth  | 1:38.516 | + 1.472   |
| 16       | Mark Webber           | Jaguar-Cosworth  | 1:38.624 | + 1.580   |
| 17       | Ralf Schumacher       | Williams-BMW     | 1:38.789 | + 1.745   |
| 18       | Jos Verstappen        | Minardi-Cosworth | 1:40.417 | + 3.373   |
| 19       | Justin Wilson         | Minardi-Cosworth | 1:40.599 | + 3.555   |
| 20       | Ralph Firman          | Jordan-Ford      | 1:40.910 | + 3.866   |

## Futam
| Helyezés | Rajtszám | Versenyző             | Csapat/Motor     | Futott kör | Idő/Kiesés oka     | Rajthely | Pont |
| -------- | -------- | --------------------- | ---------------- | ---------- | ------------------ | -------- | ---- |
| 1        | 6        | Kimi Räikkönen        | McLaren-Mercedes | 56         | 1h32:22.195        | 7        | 10   |
| 2        | 2        | Rubens Barrichello    | Ferrari          | 56         | + 39.286           | 5        | 8    |
| 3        | 8        | Fernando Alonso       | Renault          | 56         | + 1:04.007         | 1        | 6    |
| 4        | 4        | Ralf Schumacher       | Williams-BMW     | 56         | + 1:28.026         | 17       | 5    |
| 5        | 7        | Jarno Trulli          | Renault          | 55         | + 1 kör            | 2        | 4    |
| 6        | 1        | Michael Schumacher    | Ferrari          | 55         | + 1 kör            | 3        | 3    |
| 7        | 17       | Jenson Button         | BAR-Honda        | 55         | + 1 kör            | 9        | 2    |
| 8        | 9        | Nick Heidfeld         | Sauber-Petronas  | 55         | + 1 kör            | 6        | 1    |
| 9        | 10       | Heinz-Harald Frentzen | Sauber-Petronas  | 55         | + 1 kör            | 13       |      |
| 10       | 12       | Ralph Firman          | Jordan-Ford      | 55         | + 1 kör            | 20       |      |
| 11       | 21       | Cristiano da Matta    | Toyota           | 55         | + 1 kör            | 11       |      |
| 12       | 3        | Juan Pablo Montoya    | Williams-BMW     | 53         | + 3 kör            | 8        |      |
| 13       | 19       | Jos Verstappen        | Minardi-Cosworth | 52         | + 4 kör            | 18       |      |
| Ki       | 15       | Antônio Pizzonia      | Jaguar-Cosworth  | 42         | Kicsúszás          | 15       |      |
| Ki       | 18       | Justin Wilson         | Minardi-Cosworth | 41         | Visszalépett       | 19       |      |
| Ki       | 14       | Mark Webber           | Jaguar-Cosworth  | 35         | Motorhiba          | 16       |      |
| Ki       | 20       | Olivier Panis         | Toyota           | 12         | Üzemanyag probléma | 10       |      |
| Ki       | 5        | David Coulthard       | McLaren-Mercedes | 2          | Elektronika        | 4        |      |
| Ki       | 11       | Giancarlo Fisichella  | Jordan-Ford      | 0          | Elektronika        | 14       |      |
| Ni       | 16       | Jacques Villeneuve    | BAR-Honda        | 0          | Elektronika        | 12       |      |

## A világbajnokság élmezőnyének állása a verseny után
| H  | Versenyzők         | Pont | H  | Konstruktőrök    | Pont |
| -- | ------------------ | ---- | -- | ---------------- | ---- |
| 1. | Kimi Räikkönen     | 16   | 1. | McLaren-Mercedes | 26   |
| 2. | David Coulthard    | 10   | 2. | Ferrari          | 16   |
| 3. | Fernando Alonso    | 8    | 3. | Renault          | 16   |
| 4. | Michael Schumacher | 8    | 4. | Williams-BMW     | 14   |
| 5. | Jarno Trulli       | 8    | 5. | Sauber-Petronas  | 4    |

## Statisztikák
Vezető helyen:
- Fernando Alonso: 13 (1-13)
- Kimi Räikkönen: 40 (14-19 / 23-56)
- Rubens Barrichello: 3 (20-22)

Kimi Räikkönen 1. győzelme, Fernando Alonso 1. pole-pozíciója, Michael Schumacher 52. (R) leggyorsabb köre.
- McLaren 137. győzelme.